# 2025年杭州自來水污染事件
2025年7月16日上午起，中华人民共和国浙江省杭州市余杭区有大量居民反映自来水出现恶臭、变色、充斥深色沉淀物等现象，部分居民表示身体不适，同时引发饮用水抢购潮。该区的水务公司“余杭水务控股集团”7月16日深夜公告确认事件，称波及仁和与良渚两个“街道”。该公司至7月17日下午4时再发公告，称“水质经检测已恢复”，并就事件致歉，承诺每户减免5吨水费作为补偿。不过，直到7月18日近中午仍有居民反映自来水发黄。
7月19日，杭州市余杭区政府就事件致歉，称初步调查显示异味来源为「特定自然气候条件下藻类厌氧分解产生的硫醚类物质」，否认了自来水遭「粪水污染」的说法。此说引发广泛争议，部分人质疑其未能解释水质变色和杂质。公安部网安局3天后宣布刑事拘留一名网民，指他以虛假“警情通報”捏造“粪水”谣言。
7月23日，杭州市联合调查组公布最终调查及处置情况，维持“硫醚类物质”为异味源头的说法，称事件是由“气候、环境、水动力条件等多种因素”叠加导致，并宣布问责来自余杭区政府、余杭水务控股集团及其子公司的7名领导干部。通报称此事件“充分暴露出当地在公共饮用水安全、突发事件防范应对等方面存在问题和短板”。
事件引发居民对自来水以及当地产品安全的忧虑。有中国大陆媒体认为，当地政府及水务公司信息公布迟缓、通报语焉不详，可能加剧公众的疑虑和不信任。业内人士认为事件反映当地水源地保护、监测预警、应急处置、资讯发布等方面均需改善。有居民不满补偿安排仅减免水费，认为无法涵盖矿泉水和滤水器成本，以及健康隐患损失。浙江及杭州本地媒体则被指未有积极报导事件。

## 背景
联合国指出，获得水、环境卫生和个人卫生是一项人权，故此将“清洁饮水与卫生设施”列入其17个可持续发展目标之一（SDG6）。2025年7月14日，中央城市工作会议时隔10年在北京再度召开，明确提到要“推进城市基础设施生命线安全工程建设，加快老旧管线改造升级”，也要求针对“饮用水源地保护”等问题采取有效措施，中国共产党中央委员会总书记习近平出席时对现场官员说：“饮用水安全必须常抓不懈”。

### 水质问题持续多年
多年来，自来水安全一直是杭州的“老大难”问题。杭州曾在2011年、2013年、2014年、2020年先后发生多起大规模自来水异常事件，2015年及2016年也有小部分地区发生。前述多起事件中，均为居民主动反映问题，而杭州的水务公司乃至政府部门往往声称水质检测正常，但自来水异味多年来一直未能解决，居民对异味来源持续存疑。其中2013年的舆论风波尤以为甚，当时水务部门表示水质检测结果正常，异味来源一度成谜，但后续对杭州上游钱塘江流域的排查却牵出上百家企业偷排农药废液的大案，相关报导一度被下架，直至隔年4月宣判，成为“全国十大污染环境案之一”。2020年，杭州西湖区发生垃圾站污水接入自来水管道事件，导致多人身体不适，事后因居民质疑是垃圾站肇祸才被揭发。
有舆论指出，杭州屡次发生水质危机，无一例外反映了当局的同一套治理顽疾，包括预警滞后、水质正常标准模糊、缺乏统一补偿标准等。有分析指，杭州自来水的异味成因复杂，包括工业废水、农药残留、空气污染，以及自然因素，例如雨季雨水携带有机物质和夏季高温分解产生的异味。
而余杭区上一次发生自来水污染事件是在2016年。

### 余杭区供水体系
余杭环境水务控股集团是余杭区政府直属国有公司，是为了推进余杭区供排水体制改革而成立，负责统一运营与管理余杭区全区的供水、雨水、污水系统，即“三水合一”。余杭区现行体系分为四个主要供水区域：临平-塘栖、余杭-闲林、瓶窑-良渚、径山-黄湖，各区域管道互联，需要切换水源时可调度支援。上海《看看新闻》引述业内人士指出，城市供水和排污系统通常都有严格的施工标准，两个系统之间接错阀门的可能性很小。
截至2023年，良渚街道、仁和街道、瓶窑镇东部地区等，以东苕溪（即苕溪上游支流）、千岛湖、钱塘江为水源，由仁和水厂、獐山水厂联合供水，其中东苕溪的水质波动较多，逊于千岛湖及钱塘江。
据余杭区人民政府，余杭区2025年存在缺水现象，缺优质水0.7173亿立方米（“优质水”包括综合生活用水与管网工业用水）。

### 事前水源生态异常
《大河报》记者发现，余杭区水源的水质早在事发前两个月已经出现异常。该报道引用余杭区人民政府公布的余杭区水源水质检测报告，显示余杭区水源之一——苕溪永胜取水口的“粪大肠菌群”数值，在4月时只有每升10个，5月则升至每升7300个，但尚属合格；但在6月时则高达每升16000个，超过Ⅲ类标准（每升10000个），即不合格。
根据地表水环境质量标准，符合Ⅰ到Ⅲ类标准的地表水可用做集中式生活饮用水地表水源地；超过Ⅲ类主要适用于一般工业用水区及人体非直接接触的娱乐用水区（Ⅳ类）及农业用水区及一般景观要求水域（Ⅴ类）。《点新闻》指出，苕溪的粪大肠菌群暴增，直指当地水源可能存在严重的粪便污染风险。

## 事件过程
7月16日上午9时许，杭州余杭区开始有居民在网上发文或向媒体表示，家中的自来水出现严重异味和变色等问题，有人形容气味恶臭如化粪池、下水道或老鼠尸体，也有人称气味刺鼻，类似燃烧塑胶和农药味；许多居民用棉柔巾包覆水龙头，半小时后棉柔巾变成了深褐色，也有居民称自来水颜色发灰。不少居民表示，在未收到任何通知的情况下，误饮或误用了受污染的自来水。有居民当天使用自来水洗澡后出现身体瘙痒，部分居民出现腹泻情况。有受访居民表示，自来水的臭味沾到身体后很难散去，急于了解污染源是什么，以及会否对人体有害。事件引起恐慌，大批市民买水应急，超市的饮用水被抢购一空，更有人上山接山泉水使用。多位受访居民都表示，花费了至少上百元甚至数百元买水。
同日（7月16日）晚上9时许，当地的水务公司“余杭水务控股集团”（下称“余杭水务”）发布通报，确认仁和街道及良渚街道部分区域自当日上午已出现“自来水气味异常”，并称已切换水源并冲洗相关管線网路。通报又称，出厂水和主要管線网路的水质已分别于下午1时半和4时半恢复正常，末梢支管尚有“存水”残留。该公司呼吁居民排放管道内“存水”直至正常后再使用，并将减免“存水”排放所致的水费。通报最后称“具体原因正在进一步调查”。
然而，通报当天（16日）接近午夜时分，仍有多个小区的居民反映，即使按余杭水务指示长时间放水，也依然散发恶臭。到翌日（17日）上午，仍有居民反映自来水发臭，但有所减淡，有良渚街道的居民说，取而代之的是消毒水的气味。

《读特新闻》记者于7月17日上午多次致电余杭区政府办公室、杭州市生态环境局余杭分局，均无人接听。同日下午，余杭水务回应媒体咨询时，称“粪水管接错导致污染”是谣言，并解释：
|  | 这个水闻起来是有一股味道，这是一个嗅味指标异常的情况，但其他指标都是正常的。水质整体是清澈干净的，只是这个水有味道。 |

同日（17日）下午4时许，余杭水务发布第二次公告，称已完成冲洗作业，并称受影响区域的水质经检测已经恢复，“用户可以正常使用”，后续将减免每户居民5吨水费作为补偿。然而，自公告发出数小时后，仍有大量居民向媒体反映自来水发黄，无法使用；余杭水务当天深夜回应《江南都市报》询问时称，建议继续放水半小时至1小时即可。
同日（17日）晚间，《封面新闻》接获居民反映称，即使连续放水2小时，水仍然发黄并带有深褐色沉淀物，甚至堵塞滤水器。当晚，余杭区有居民向媒体报称，当地多个涉事小区无预警停水，居民生活大受影响，有人甚至驱车“跨区”洗澡、购买饮用水。
直到7月18日上午11时，仍有居民向媒体报称自来水发黄。同日（18日），有受影响小区的居民受访称，通过小区物业管理处获取了当天（18日）小区的水质检测结果，显示色度、浑浊度、臭和味等指标均符合《生活饮用水卫生标准》限值；但《红星新闻》指，有居民希望当局公布有机物、微生物等相关指标的检测结果。
余杭水务18日曾回应《九派新闻》查询，称异味原因是苕溪的原水出现异常；但余杭水务17日回应《极目新闻》记者时却称，出现异常的水源是千岛湖的原水。
另有居民称18日早上的自来水已闻不出异味，但仍然不敢使用。

## 政府回应

### 余杭区初步调查
事件发生的第四天（7月19日），杭州市余杭区政府发布情况通报，称7月16日上午8时仁和水厂发现水质嗅味指标异常，随后紧急切换水源，“供水水质得到有效控制，出厂水质安全”。通报称，已成立由国家、省级专家等组成的调查组，初步查明异味来源是「特定自然气候条件下藻类厌氧降解产生的硫醚类物质」，具体原因正在溯源调查中。
通报最后就事件“对广大居民群众生活带来的影响和不便”致歉，承诺加强管理、确保供水安全。

### 回应“粪水”传言
对于舆论猜测自来水是被粪水污染，余杭区政府在上述通报中驳斥其为网络谣言，并称警方已“依法查处”，呼吁公众“不信谣、不传谣”。
事发后网上曾流传一份“警情通报”，落款显示“余杭分局良渚派出所”在7月18日所撰，称杭州余杭水务集团一名干部“将主城区13处水路接驳下水粪水排污管网”后从广西省（原文如此）潜逃出境。7月22日，公安部网络安全保卫局发文，澄清该份警情通报是虚假的，“造成谣言传播扩散”，并指一名邵姓网民已被所属地方的公安机关刑事拘留。

### 杭州市最终调查结果
7月23日，由杭州市综合行政执法局、市生态环境局、市卫健委和国家、省级专家等组成的杭州市联合调查组，发布《关于杭州市余杭区部分小区供水异常调查情况通报》，公布最终调查及处置情况：
有关水质异常的原因，该通报维持余杭区政府先前公布的结论，即由“硫醚类物质”所致，又进一步解释，称由于天气酷热导致东苕溪仁和水厂上游的藻类快速繁殖、随降雨汇流进入水厂，结论称此事件是“气候、环境、水动力条件等多种因素叠加情况下导致的”。通报也首次公布事件规模，称（仁和及良渚）两个“街道”共有49个行政村或社区受影响，但通报未提及是哪些行政村或社区。
水质检测方面，通报称，7月16日8时30分仁和水厂采样的出厂水检测显示，除“臭和味”指标异常外，总大肠菌群、大肠埃希氏菌（即大肠杆菌）均未检出；经切换水源，同日13时30分“出厂水水质指标”显示恢复正常，此后“臭和味”指标均为合格。7月17日以来，当局对仁和水厂出厂水样本开展检测，“38项常规指标”均合格，而对社区自来水的抽检也合格。

应急处置和问责方面，通报点名批评当地水务公司“余杭水务控股集团”、其子公司“余杭制水有限公司”、余杭区住房和城乡建设局、余杭区政府，在事发后的应急处置方面存在不同问题，并总结称：
|  | 余杭区部分小区供水异常，充分暴露出当地在公共饮用水安全、突发事件防范应对等方面存在问题和短板，尤其是对水质变化监测预警不足，突发应急预案不完备、机制不健全、应急响应迟缓、信息发布滞后，部分涉事部门见事迟、行动慢、监管不力，少数党员干部风险意识不足、工作作风不实、宗旨意识淡薄，教训十分深刻。 |

对此，通报宣布对上述四个涉事方的7名领导干部进行问责和处分，包括余杭区副区长、余杭区住房和城乡建设局党委书记兼局长、余杭水务控股集团党委书记兼董事长等，除了余杭水务控股集团党委委员被撤职，其余6人仅受警告或诫勉。通报中并未列出7人姓名。
服务保障方面，通报宣布免费更换居民的净水器滤芯、全额免除7月份水费等，并封存7月16日至17日期间在相关区域生产的食品。
通报最后，中共杭州市委及市政府、中共余杭区委及区政府再度致歉。

## 影响
事件引发市民对自来水安全的忧虑。部分居民表示，即使自来水不再有异味，也不敢使用。此外部分网民注意到，有一些日用品、化妆品加工厂以及食品加工厂分布于事发的良渚和仁和，并对其生产用水安全表示担忧。網路一度流传，在杭州创立的农夫山泉、祖名等多家食品企业在事发区域设有生产基地，涉及茶π和东方树叶等品牌。对此，农夫山泉澄清其水源并不在良渚而在千岛湖；祖名则表示其在杭州的生产基地位于滨江区，而非余杭区。
事发地邻近多个旅游景点，包括被列入世界遗产名录的良渚古城等，部分中国大陆网民表示短期内都不敢前往杭州旅游。《香港经济日报》旗下旅游生活网站U Lifestyle认为，此事件影响了杭州作为“旅游城市”的形象，可能沉重打击当地旅游业发展。

## 争议

### 信息发布和应急措施
自7月17日上午约9时有居民反映自来水异常，直到杭州余杭区的水务公司（余杭水务控股集团）当天晚上9时许发布第一份公告，间隔超过12小时。有受访居民质疑，从水务公司第一份公告可见，该公司上午已得知水质异常，却延至晚间9时许才发布公告，期间未曾通知居民和物业，也没有及时停水，导致许多人误饮或误用受污染的自来水。《读特新闻》援引2022年修订的《杭州市突发事件总体应急预案》所指，有关当局最迟应在“特别重大、重大突发事件”发生后4小时内发布权威信息；报导认为，水务公司12小时后才公布事件是人为祸害，属于“非常明显的信息滞后行为”，侵犯了公众知情权和健康权。而直到事发三天后（7月19日），余杭区政府才发布通报公布异味来源。对此，解放日报旗下《上观新闻》批评事件各个环节“响应迟滞”，会消耗公众对当局的信任。E20供水研究中心则指出，水务公司的响应速度符合规范，但“事前预警主动性缺失”，实时监测效果不彰，也未及时公布污染物质、健康风险评估。
而上述第一份公告连同翌日（17日）下午4时许发布的第二份公告中，水务公司均未对事故原因作出任何解释。直到余杭区政府正式通报调查结果，终于提及异味来源，称是硫醚类物质。但《上观新闻》评论指出，一般市民并不清楚何为“硫醚”，该通报并未解答大众关注的问题——事件为何发生、影响何时结束、未来如何预防。中国大陆多个媒体批评，杭州余杭当局和水务公司的通报内容“语焉不详”，进一步放大市民的恐慌和不满，也会加剧公众对事件肇因的疑虑。
《财新》引述业内人士指出，此事件说明当地在水源地保护、水质监测预警、应急处置、资讯发布等环节都需要改进。《联合早报》评论称，尽管浙江一直被视为中国政务治理的“天花板”，但在攸关民众切身利益的公共事件面前，其“宣传部门的应对之道”与其他落后地区相比，并无本质区别。

### 官方调查可信度
在余杭区政府公布调查结果前，7月18日，有受影响小区居民受访称，通过物业管理处获取了当天的水质检测结果，显示色度、浑浊度、臭和味、pH、游离氯、氨六项指标均符合《生活饮用水卫生标准》限值，其中“臭和味”一项显示符合“无异臭、异味”的标准。但这未能平息居民的疑虑，居民表示实际体验中异味明显，与所谓“无臭无味”的国家标准差异太大；也有市民担心检测中并未排除工业废水、农药残留等污染源；有专家指，目前的检测标准可能无法完全覆盖所有异味来源。实际上，直到7月18日上午11时，仍有居民向媒体表示自来水发黄。
7月19日，余杭区政府正式发布通报，称初步查明异味来源是“特定自然气候条件下藻类厌氧降解产生的硫醚类物质”。此说遭到广泛质疑，部分网民认为该说法只解释了自来水的异味问题，但未解释变色和杂质现象。对此，杭州市联合调查组7月23日公布的最终调查报告解释，是由于水务公司在事发早期切换水源、冲洗管道，导致管壁锈层脱落，令自来水变黄、变浑浊。

### 居民赔偿方案
当地水务公司事后宣布赔偿每户5吨水费，引发居民不满。有良渚街道的居民受访时批评，水务公司的通报对关键问题避而不谈，包括对健康的影响以及净水器滤芯损失等。《上观新闻》形容该补偿“连一杯奶茶的优惠都算不上”，难以让公众顺服，比起聊胜于无的补偿，更重要的是让市民清楚了解事情真相，并提供令人安心的解决方案。

江西律师祝融受访指出，如水务公司供水受污染，从《民法典》第509条来看明显属于违约，但实际情况中居民不一定能以合同约定获得赔偿。他也指赔偿方案“明显违背法律规定”，水务公司应按居民实际损失进行赔偿，他解释：
|  | ...水务公司直接单方面以减免5吨水费的方式作为赔偿，并没有与受损害居民协商一致，不符合法律的规定。根据《民法典》第577条、584条，违约方应当承担违约责任并且应当按照所造成损失的后果进行赔偿。第1179条，造成人身损害的还应当承担相应的侵权责任。 |

河南律师陈贞认为“赔偿合法，但是不合理”，引用《消费者权益保护法》指出水务公司应当承担相应责任，但他承认居民维权的时间、金钱等成本比较高，建议居民注意保留相关影像证据。
面对争议，杭州市联合调查组在7月23日公布的最终调查及处置情况中，宣布为居民免费更换净水器滤芯，并免除7月份的水费。

### 当地媒体反应
前《环球时报》总编辑胡锡进认为，事发早期有关“粪水”的传言四起，原因在于主流媒体的报道滞后，未能满足民众对事件信息的需求。他也提到，事件主要由外省媒体报导，杭州当地媒体并未积极参与。

《联合早报》评论指出，中共浙江省委宣传部的官方新媒体账号《浙江宣传》对本地自来水事件只字不提，反而发文批评中国脱口秀节目激化性别对立，引发部分网民嘲讽，批评其不关注本地民生问题，却跨界监督脱口秀：
|  | 浙江在水管喷藻还是喷粪中选择了喷女性脱口秀，弥补了余杭区以外人民吃不到屎的遗憾。 |

报导也提到，《浙江宣传》自诩“说人话、切热点、有态度”，还曾在6月发文批评各级党员干部应对舆论时逃避拖延、避重就轻、造成舆论“翻车”，结果如今一语成谶。

## 軼事
由于事发早期舆论质疑自来水中含有粪水，有中國大陆网民援引南宋古诗《題臨安邸》中的兩句詩詞：
|  | 暖風熏得游人醉，直把杭州作汴州。 |

調侃杭州是“便州”，又因餘杭區政府否認污水是糞水，而是藻類厭氧降解產生的硫醚類物質，更被调侃是“屎到淋頭，還要攪便。”以西方的中文学习者为主要受众的《Real Time Mandarin》报导事件时，特别点评上述双关语，认为是有创意的语言创新；报导也介绍，《题临安邸》是南宋诗人林升对朝廷的微妙批评，暗指统治者偏安江南，不思进取，把南宋行在杭州，当作北宋首都汴州，仿佛遺忘宋金战争後失去的北方領土，就如同此次餘杭區政府對於事件的處理態度一樣。

## 外部連結
- . 杭州市余杭區政府 （中文（简体））.
- . 杭州市联合调查组.   [2025-07-23] （中文（简体））.